# 4587 Rees
4587 Rees је Амор астероид чија средња удаљеност од Сунца износи 2,653 астрономских јединица (АЈ).
Апсолутна магнитуда астероида је 15,6.